# Robert Busnel
Robert Charles Busnel (Tolone, 14 settembre 1914 – Feyzin, 15 marzo 1991) è stato un cestista, allenatore di pallacanestro e dirigente sportivo francese.
È stato presidente della FIBA dal 1984 al 1990.

## Palmarès

### Giocatore
- Campionato francese: 3

FC Grenoble: 1942-43, 1943-44
ESSMG Lione: 1945-46

### Allenatore
- Campionato spagnolo: 1

Real Madrid: 1965-66
- Copa del Rey: 1

Real Madrid: 1966